# Hondendag
Hondendag (ook: Wereldhondendag) is een dag die wereldwijd op de agenda staat als een moment waarop extra aandacht wordt besteed aan honden, net als dat bij alle dieren op dierendag gebeurt. Ook wordt er stilgestaan bij het mishandelen van honden en fokprogramma's en moedigt deze dag eenieder aan een hond te adopteren of vrijwilligerswerk in een dierenasiel te verrichten. Hondendag valt jaarlijks op 26 augustus.

## Geschiedenis
De feestdag werd voor het eerst in 2004 gevierd en georganiseerd door dierenrechtenactiviste Colleen Paige. Ze koos 26 augustus als dag omdat ze toen voor het eerst een hond adopteerde. Paige is tevens bekend van het opzetten van vergelijkbare feestdagen, zoals kattendag, puppydag en wildedierendag.